# Flusoxolol
Flusoxolol es un betabloqueador.